# Nusantara
Nusantara, s polnim uradnim imenom Glavno mesto Nusantara (indonezijsko Ibu Kota Nusantara, IKN), je načrtovano mesto v Indoneziji, trenutno v gradnji v provinci Vzhodni Kalimantan na vzhodni obali otoka Borneo kot bodoče glavno mesto Indonezije. Kot glavno mesto bo nadomestilo Džakarto, ki je glavno mesto od osamosvojitve Indonezije leta 1945.
Po načrtu naj bi Nustantara stala ob naravnem zalivu, začrtano območje mesta s površino 2560 km² obdajajo gozdovi in hribovja. Projekt bo po ocenah stal 523 bilijard indonezijskih rupij (približno 35 milijard USD). Izgradnja se je pričela sredi leta 2022 in bo potekala v petih fazah: v prvi fazi naj bi do obletnice neodvisnosti leta 2024 končali ključna poslopja državne uprave v upravnem okrožju (na čelu z razkošno predsedniško palačo v obliki mitološkega ptiča Garude) in tja preselili vlado, zadnja, peta faza pa naj bi bila zaključena do stote obletnice neodvisnosti Indonezije leta 2045. Prva faza zaradi zaostankov pri granji in finančnih težav do 17. avgusta 2024 ni bila končana, tako da je na ta dan v bodočem mestu potekala le uradna proslava ob obletnici osamosvojitve.
Projekt je zagnal predsednik Indonezije Joko Widodo, saj Džakarto pestijo hude težave s prenaseljenostjo, infrastrukturo in pogrezanjem – skoraj polovica mesta je že pod nivojem morske gladine. Načrti predvidevajo visokotehnološko in trajnostno, ogljično nevtralno mesto. Vlada naj bi krila petino stroškov, ostalo pa zasebni investitorji. Vendar gradnja ne poteka po načrtih, zaradi negotovosti so ogrožene zasebne investicije. Kritike letijo tudi na lokacijo, zaradi katere bo treba izkrčiti veliko ohranjenega deževnega gozda in izseliti avtohtone prebivalce.

## Ime
Beseda je skovanka iz starojavanskih besed nūsa (dob. »otoki«) in antara (dob. »zunanji«), torej zunanji otoki gledano z Jave. Vzeta je iz prisege javanskega vojskovodje Gajamade, kjer je prevod starejše sanskrtske fraze in se nanaša na indonezijsko otočje.
Za ime novega glavnega mesta so jo izbrali, ker pooseblja nacionalno geopolitično vizijo (Wawasan Nusantara) in otoško državo. Ozemlje, kjer stoji, je že bilo poimenovano Nusentara (dob. »razdeljena dežela«) v času kraljevine Kutai, kot je izpričano v rokopisu Salasilah Kutai.